# Nicky Ryan
Nicky Ryan (* 1949 in Dublin) ist ein irischer Musikproduzent, Songwriter und Musiker, der mit zwei Grammy Awards ausgezeichnet wurde.

## Karriere
Nicky Ryan wurde 1949 in Dublin geboren und arbeitete, bevor er im Musikgeschäft tätig wurde, als Lehrer außerhalb Dublins an der „St Mary’s School For Deaf Girls“. Ryans Karriere im Musikgeschäft begann in den 1970er Jahren, als er als Techniker für nationale Musiker zu arbeitete, wobei er Kontakt zu Gary Moore knüpfte und ihn auf seiner Tour als Techniker begleitete. Im Anschluss war er als Manager für die Band Clannad verantwortlich, wodurch er auch als Musikproduzent für das Album Dúlamán verantwortlich war. Durch seine Tätigkeit wurde er auf die jüngste Schwester eines Bandmitglieds aufmerksam, Eithne Pádraigín Ní Bhraonáin, die später als Enya bekannt wurde. Er und seine Frau Roma Ryan, sie schrieb die Songs und er war für den Sound und die Musikproduktion verantwortlich, verhalfen Enya 1988 zu ihrem Durchbruch, den sie durch ihren Song Orinoco Flow (Sail away) erreichte. Für seine Arbeit im Musikgeschäft wurde er mit zwei Grammys gewürdigt. So erhielt er seine erste Auszeichnung für das Album A Day Without Rain bei den Grammy Awards 2002 in der Kategorie „Bestes New-Age-Album“. Seine zweite Nominierung erhielt er für den Song May It Be der im Abspann von Der Herr der Ringe – Die Gefährten zu hören war. Für diese Leistung erhielt er zudem mit Enya und seiner Frau Roma Ryan eine Oscarnominierung bei der Oscarverleihung 2002 in der Kategorie „Bester Song“. Die Auszeichnung ging an Randy Newman für seinen Song If I Didn’t Have You, der im Animationsfilm Die Monster AG zu hören war.
Als Musikproduzent wurde er zudem auch im Filmgeschäft tätig. So war er bei den Filmen L.A. Story, Schlafwandler, Zeit der Unschuld und Cry, the Beloved Country für die musikalische Arbeit verantwortlich. Ryan lieferte für Filme und Serien auch einige Soundtracks, wie zum Beispiel in Beim ersten Mal, Madagascar 3: Flucht durch Europa und Criminal Minds.

## Filmografie (Auswahl)
- 1991: L.A. Story
- 1992: Schlafwandler (Sleepwalkers)
- 1992: In einem fernen Land (Far and Awawy)
- 1993: Zeit der Unschuld (The Age of Innocence)
- 1995: Cry, the Beloved Country
- 2001: Der Herr der Ringe – Die Gefährten (The Lord of the Rings: The Fellowship of the Ring)
- 2007: Beim ersten Mal (Knocked Up)
- 2007: Criminal Minds (Fernsehserie, 1 Episode)
- 2012: Madagascar 3: Flucht durch Europa (Madagascar 3: Europe’s Most Wanted)